# روشن هانیکرا (کیوتز)
روشن هانیکرا (به لاتین: Rosh HaNikra) یک منطقهٔ مسکونی در اسرائیل است که در شورای منطقه‌ای ماته اشر واقع شده‌است.